# ザ・コレクション
『ザ・コレクション』（The Collection）は、アメリカ合衆国のミュージシャン、マイケル・ジャクソンの生産限定ボックス・セット。2009年6月29日にヨーロッパで発売され、日本盤は2009年12月13、14日及びスポット生産で、日本限定の通信販売限定商品として市販品と同一のもの（但し収録内容は紙ジャケット版と同じ）が専用ボックスと168Pのブックレット付きで税込10,500円で発売された。また2010年1月1日にも通信販売限定商品として、紙ジャケット版がブックレット及びジャクソン5等の初期のベスト版とセットで8,000円で発売された。

## 解説
CD5枚からなるボックス・セット。マイケルのスタジオ・アルバム5作品を紙ジャケット仕様にした物が紙製ボックスに収納されている。
もともと、このボックスはマイケルのロンドン公演『THIS IS IT』を記念して公演と同時に発売される物だった。しかし本人が2009年6月25日に急逝した為、その4日後にヨーロッパ（特に公演地のイギリス）を中心に発売された。

## 収録曲

### Disc1
（アルバム『オフ・ザ・ウォール』スペシャル・エディションと同内容）
1. 今夜はドント・ストップ
2. ロック・ウィズ・ユー
3. ワーキング・デイ・アンド・ナイト
4. ゲット・オン・ザ・フロアー
5. オフ・ザ・ウォール
6. ガールフレンド
7. あの娘が消えた
8. アイ・キャント・ヘルプ・イット
9. それが恋だから
10. ディスコで燃えて
11. ナレーション～クインシー・ジョーンズ・インタビュー#1
12. 今夜はドント・ストップ～オリジナル・デモ（ナレーション）
13. 今夜はドント・ストップ～オリジナル・デモ
14. ナレーション～クインシー・ジョーンズ・インタビュー#2
15. ワーキング・デイ・アンド・ナイト～オリジナル・デモ（ナレーション）
16. ワーキング・デイ・アンド・ナイト～オリジナル・デモ
17. ナレーション～クインシー・ジョーンズ・インタビュー#3
18. ナレーション～ロッド・テンパートン・インタビュー
19. ナレーション～クインシー・ジョーンズ・インタビュー#4

### Disc2
（アルバム『スリラー』と同内容）
1. スタート・サムシング
2. ベイビー・ビー・マイン
3. ガール・イズ・マイン
4. スリラー
5. 今夜はビート・イット
6. ビリー・ジーン
7. ヒューマン・ネイチャー
8. P.Y.T.
9. レディ・イン・マイ・ライフ

### Disc3
（アルバム『バッド』スペシャル・エディションと同内容）
1. バッド
2. ザ・ウェイ・ユー・メイク・ミー・フィール
3. スピード・デーモン
4. リベリアン・ガール
5. ジャスト・グッド・フレンズ
6. アナザー・パート・オブ・ミー
7. マン・イン・ザ・ミラー
8. キャント・ストップ・ラヴィング・ユー
9. ダーティー・ダイアナ
10. スムーズ・クリミナル
11. リーヴ・ミー・アローン
12. ナレーション～クインシー・ジョーンズ・インタビュー#1
13. ストリート・ウォーカー
14. ナレーション～クインシー・ジョーンズ・インタビュー#2
15. キャント・ストップ・ラヴィング・ユー（スペイン語バージョン）
16. ナレーション～クインシー・ジョーンズ・インタビュー#3
17. 「フライ・アウェイ」ナレーション
18. フライ・アウェイ

### Disc4
（アルバム『デンジャラス』スペシャル・エディションと同内容）
1. ジャム
2. ホワイ・ユー・ワナ・トリップ・オン・ミー
3. イン・ザ・クローゼット
4. シー・ドライヴズ・ミー・ワイルド
5. リメンバー・ザ・タイム
6. キャント・レット・ハー・ゲット・アウェイ
7. ヒール・ザ・ワールド
8. ブラック・オア・ホワイト
9. フー・イズ・イット
10. ギヴ・イン・トゥ・ミー
11. ウィル・ユー・ビー・ゼア
12. キープ・ザ・フェイス
13. ゴーン・トゥー・スーン
14. デンジャラス

### Disc5
（アルバム『インヴィンシブル』と同内容）
1. アンブレイカブル
2. ハートブレイカー
3. インヴィンシブル
4. ブレイク・オブ・ドーン
5. ヘヴン・キャン・ウェイト
6. ユー・ロック・マイ・ワールド
7. バタフライズ
8. スピーチレス
9. トゥー・サウザンド・ワッツ
10. ユー・アー・マイ・ライフ
11. プライヴァシー
12. ドント・ウォーク・アウェイ
13. クライ
14. ロスト・チルドレン
15. ワットエヴァー・ハプンズ
16. スレトゥンド